# أبقراطية أنديزية

أبقراطية أنديزية (الاسم العلمي:Hippocratea andina) هي نوع من النباتات يتبع جنس الأبقراطية من الفصيلة الحرابية.